# Birinşi Lïga 2003
La Birinşi Lïga 2003 è stata l'11ª edizione della seconda serie del campionato kazako di calcio.

## Stagione

### Novità
Al termine della passata stagione, sono state promosse in massima serie Ekibastuzes e Batys. Dalla Qazaqstan Superliga 2002 non vi è stata alcuna retrocessione.
Successivamente, sono state amesse al massimo campionato kazako anche Dostyq, Taraz e Jetisu. Il CSKA-Jïger non si è iscritto a questa edizione del torneo.
Al Kaspii, unica superstite della scorsa stagione, si sono aggiunte ventuno formazioni, tra cui diverse seconde squadre di club della massima serie.

### Formula
Le ventitré squadre sono suddivise in due gironi: uno da undici, l'altro da dodici. Le prime classificate di tali gironi, sono ammesse alla Qazaqstan Superliga 2004. Le due seconde classificate, si contendono un posto in massima serie disputando uno spareggio con la terzultima e la quartultima classificata della Qazaqstan Superliga 2003.

## Risultati

### Gruppo Sud-ovest
|  | Pos. | Squadra         | Pt | G  | V  | N | P  | GF | GS | DR  |
|  | ---- | --------------- | -- | -- | -- | - | -- | -- | -- | --- |
|  | 1.   | Iassy           | 49 | 20 | 16 | 1 | 3  | 54 | 20 | +34 |
|  | 2.   | Gornıak Hromtaý | 40 | 20 | 13 | 1 | 6  | 38 | 28 | +10 |
|  | 3.   | Kaspii          | 37 | 20 | 12 | 1 | 7  | 33 | 21 | +12 |
|  | 4.   | Aqsý            | 35 | 20 | 11 | 2 | 7  | 44 | 22 | +22 |
|  | 5.   | Munaıshy        | 33 | 20 | 10 | 3 | 7  | 27 | 19 | +8  |
|  | 6.   | Qaısar-Jas      | 31 | 20 | 9  | 4 | 7  | 28 | 28 | 0   |
|  | 7.   | Jambyl          | 30 | 20 | 8  | 6 | 6  | 22 | 26 | -4  |
|  | 8.   | Ýsh-Qońyr       | 28 | 20 | 9  | 1 | 10 | 42 | 35 | +7  |
|  | 9.   | Qostýıin        | 16 | 20 | 5  | 1 | 14 | 26 | 55 | -29 |
|  | 10.  | Aqtóbe-Jas      | 10 | 20 | 2  | 4 | 14 | 26 | 52 | -26 |
|  | 11.  | Batys Lıýs      | 8  | 20 | 2  | 2 | 16 | 14 | 48 | -34 |

Legenda:
      Promossa in Qazaqstan Superliga 2004
 Ammessa allo spareggio promozione-retrocessione
Note:
Tre punti a vittoria, uno a pareggio, zero a sconfitta.

### Gruppo Nord-est
|  | Pos. | Squadra           | Pt | G  | V  | N | P  | GF | GS | DR  |
|  | ---- | ----------------- | -- | -- | -- | - | -- | -- | -- | --- |
|  | 1.   | Hımık Stepnogorsk | 51 | 22 | 16 | 3 | 3  | 42 | 16 | +26 |
|  | 2.   | Cesna             | 48 | 22 | 15 | 3 | 4  | 61 | 22 | +39 |
|  | 3.   | Bolat-CSKA        | 47 | 22 | 14 | 5 | 3  | 48 | 14 | +34 |
|  | 4.   | Qaırat 2          | 42 | 22 | 12 | 6 | 4  | 41 | 25 | +16 |
|  | 5.   | Batır             | 39 | 22 | 13 | 0 | 9  | 41 | 19 | +22 |
|  | 6.   | Ertis-2           | 27 | 22 | 8  | 3 | 11 | 36 | 34 | +2  |
|  | 7.   | Shahter-Iunost    | 27 | 22 | 6  | 9 | 7  | 26 | 31 | -5  |
|  | 8.   | Elimaı-2          | 24 | 22 | 6  | 6 | 10 | 26 | 35 | -9  |
|  | 9.   | Torǵaı            | 21 | 22 | 6  | 3 | 13 | 24 | 42 | -18 |
|  | 10.  | Jastar            | 20 | 22 | 5  | 5 | 12 | 23 | 53 | -30 |
|  | 11.  | Vostok-2          | 15 | 22 | 4  | 3 | 15 | 22 | 46 | -24 |
|  | 12.  | Esil-Bogatyr 2    | 10 | 22 | 2  | 4 | 16 | 19 | 72 | -53 |

Legenda:
      Promossa in Qazaqstan Superliga 2004
 Ammessa allo spareggio promozione-retrocessione
Note:
Tre punti a vittoria, uno a pareggio, zero a sconfitta.

## Spareggio promozione-retrocessione
|                 | Risultati |                 | Luogo     |
| --------------- | --------- | --------------- | --------- |
| Ekibastuzes     | 1 - 2     | Cesna           | Ekibastuz |
| Cesna           | 2 - 1     | Ekibastuzes     | Almaty    |
|                 |           |                 |           |
| Gornıak Hromtaý | 1 - 0     | Vostok Öskemen  | Hromtaý   |
| Vostok Öskemen  | 3 - 0     | Gornıak Hromtaý | Óskemen   |